# C25 (潜水艦)
C25 (HMS C25) はイギリス海軍の潜水艦。C級。

## 艦歴
ヴィッカース社で建造。1908年2月27日起工。1909年5月28日就役。
1918年7月6日、「C25」はオーフォード・ネスの15マイル東のハーウィッチで、ドイツ海軍のエース・パイロット、フリードリッヒ・クリスチャンセン大尉が率いる5機のハンザ・ブランデンブルク W.29水上戦闘機による機銃掃射と爆撃を受けた。「C25」は浮上しているところを捕捉され、数発の弾丸が司令塔にいた艦長と3名の哨戒兵員の命を奪った。1人の死体が司令塔のハッチを塞いでいたので「C25」は潜航できなかった。先任士官と副先任士官（Sub Lieut Cobb）と2名の機関室兵員が弓ノコで死体の脚を切断してハッチを閉められるようにしたが、その間に別の2名の兵員がハッチを閉めようとしているうちに戦死した。
それでも乗組員の努力により圧力孔の穴を衣服を詰めて塞ぎ、幸運にも潜水艦「E51」が「C25」を曳航できるようになった。
いったん去った敵編隊は燃料・弾薬を再補給し、第二次攻撃を敢行するつもりであったが、救援に現れたアセロン級駆逐艦「ラーチャー (HMS Lurcher)」の到着を確認すると、攻撃を断念して引き返した。なお、この「C25」攻撃に対してドイツ海軍当局はこれを敵機撃墜に等しいと認定し、クリスチャンセン大尉の撃墜スコアに1機が追加されている。航空機ならぬ、潜水艦に撃墜スコアが認定された極めて珍しい例である。
1920年12月5日に「C25」は売却された。